# Schwarzmühle (Iphofen)
Schwarzmühle (auch Untere Mühle genannt; fränkisch: Schwatzmühl) ist ein Gemeindeteil der Stadt Iphofen im unterfränkischen Landkreis Kitzingen. Schwarzmühle liegt in der Gemarkung Mönchsondheim.

## Geografische Lage
Die Schwarzmühle liegt im Südwesten des Iphöfer Gemeindegebiets am Mainzufluss Breitbach. Im Norden fließt der Moorseebach in den Breitbach, hier reihen sich die Mühlen Einersheimer Schwarzmühle und Steinmühle auf. Eine Gemeindeverbindungsstraße führt nach Mönchsondheim zur Kreisstraße KT 1 (0,4 km südöstlich) bzw. zur Vogtsmühle (0,8 km nordwestlich). Die Einöde liegt am Fränkischen Marienweg.

## Geschichte
Der Ortsname verweist auf die wirtschaftliche Grundlage der Mühle. Durch die hohe Mühlendichte an den Bächen Moorseebach und Breitbach entwickelte sich eine Art Arbeitsteilung der einzelnen Betriebe. Hier wurde überwiegend schwarzes, also Roggenmehl gemahlen. Allerdings tauchte die Bezeichnung Schwarzmühle erst recht spät auf, sodass eventuell auch die Umdeutung eines anderen Namens stattfand. Vielleicht hieß die Mühle ursprünglich Schatzmühle und erhielt den Namen vom Familiennamen eines Müllers.
Erstmals erwähnt wurde die Mühle im Jahr 1397. Ein Richterspruch zwischen dem Zisterzienserkloster Ebrach und dem Bürger Hans Frank von Bullenheim erwähnte auch eine „Muln“. Es dauerte noch mehr als zweihundert Jahre, ehe die Mühle neuerlich erwähnt wurde. Zwischen 1638 und 1659 bewirtschaftete Kaspar Busch als Bestandsmüller die Anlage der „Unternmühl“. Für 1709 ist Johann Brehm Pächter der „Mühle unter dem dorff“. 
Die Mönche aus Ebrach waren auch 1714 noch im Besitz der Mühle. Im Ebracher Lehenbuch wurden einige Güter „bey der grossen Mühl“ beschrieben. Nach 1720 saß Heinrich Schatz einige Jahre als Müller hier. Im 18. Jahrhundert kam auch zeitweise die Bezeichnung „Baurenmühl“ auf. Im Jahr 1768 kam der namensgebende Georg Kaspar Schatz in die Mühle. Er verkaufte die Anlage im Jahr 1800 an Johann Georg von Berg.
Bis zum Ausgang des Alten Reiches und der Auflösung der Abtei zu Beginn des 19. Jahrhunderts blieb die Mühle Teil des Besitzes der Abtei Ebrach. Die Müller waren Pächter oder Lehensträger und Ebracher Untertanen. In den Jahren nach 1803 saß Andreas Rückert auf der Mühle. Erst im Jahr 1834 tauchte erstmals die Bezeichnung Schwarzmühle auf. Weiterhin wurde die Mühle auch nach ihrer Lage am Breitbach Untere Mühle genannt.
Mit dem Gemeindeedikt (frühes 19. Jahrhundert) wurde Schwarzmühle dem Steuerdistrikt Willanzheim und der Ruralgemeinde Mönchsondheim zugeordnet. Im Zuge der Gebietsreform in Bayern wurde Schwarzmühle am 1. Januar 1972 nach Iphofen eingegliedert.

### Ehemaliges Baudenkmal
- Mühle: Zweigeschossiges verputztes Giebelhaus mit Halbwalmdach auf profiliertem hölzernem Traufgesims, im 18./19. Jahrhundert erbaut. Im Mühlenraum hölzerner toskanischer Rundpfeiler. Aufgedoppelte Außentür mit zwei quadratischen Feldern; darin konzentrische Brettleisten um ein auf der Spitze stehendes Quadrat.[10]

### Einwohnerentwicklung
| Jahr      | 001818 | 001840 | 001861 | 001871 | 001885 | 001900 | 001925 | 001950 | 001961 | 001970 | 001987 |
| Einwohner | 8      | 8      | *      | 8      | 9      | 6      | 7      | 10     | 9      | 5      | 4      |
| Häuser    | 1      | 1      |        |        | 1      | 1      | 1      | 1      | 1      |        | 1      |
| Quelle    | [ 7 ]  | [ 12 ] | [ 13 ] | [ 14 ] | [ 15 ] | [ 16 ] | [ 17 ] | [ 18 ] | [ 19 ] | [ 20 ] | [ 1 ]  |

## Religion
Schwarzmühle ist seit der Reformation evangelisch-lutherisch geprägt und nach St. Bonifatius (Mönchsondheim) gepfarrt.